# (27665) 1978 VZ5
1978 في زد 5 (ويعرف أيضًا باسم (27665) 1978 في زد 5 وفق تسمية الكوكب الصغير) (بالإنجليزية: 1978 VZ5)‏ هو كويكب ضمن حزام الكويكبات؛ وترتيبه 27665 من حيث الاكتشاف.
اكتُشف هذا الجُرم الفلكي بواسطة شيلت جون بوبي في 7 نوفمبر 1978.

## وصلات خارجية
- (27665) 1978 VZ5 في قاعدة بيانات مختبر الدفع النفاث لأجرام النظام الشمسي الصغيرة

- الاكتشاف · مخطط المدار ·  العناصر المدارية · المعلمات المادية

- (27665) 1978 VZ5 على موقع ويكي سكاي: DSS2, SDSS, GALEX, IRAS, Hydrogen α, X-Ray, Astrophoto, Sky Map, Articles and images